# Myrna Driedger
Myrna Driedger, OM (* 1952 in Benito, Manitoba) ist eine kanadische Politikerin  der Progressive Conservative Party of Manitoba, die unter anderem zwischen 1998 und 2023 Mitglied der Legislativversammlung von Manitoba sowie von 2016 bis 2023 deren Sprecherin war.

## Leben
Myrna Driedger absolvierte nach dem Besuch des Benito Collegiate ein Studium der Krankenpflege an der School of Nursing des Winnipeg General Hospital sowie am Red River Community College und arbeitete nach ihrem Abschluss 23 Jahre lang als Krankenschwester. Des Weiteren war sie Geschäftsführerin von Child Find Manitoba sowie Co-Vorsitzende des Beratungsausschusses für Erwachsene im Bereich Missbrauchsprävention und engagierte sich auch in anderen Gruppen, die bedürftige und gefährdete Kinder unterstützen. Sie war zeitweise in Manitoba Präsidentin der Kanadische Vereinigung neurologischer und neurochirurgischer Krankenpfleger (Canadian Association of Neurological and Neurosurgical Nurses).
Als Nachfolgerin ihres Parteifreundes Jim Ernst wurde Myrna Driedger für die Progressive Conservative Party of Manitoba im Wahlkreis „Charleswood“ bei einer Nachwahl am 28. April 1998 Mitglied der Legislativversammlung von Manitoba und vertrat diesen Wahlkreis nach ihren Wiederwahlen am 21. September 1999, 3. Juni 2003, 22. Mai 2007, 4. Oktober 2011 und am 19. April 2016 bis zu dessen Auflösung zur Wahl am 10. September 2019. 2002 wurde sie mit der Queens Golden Jubilee Medal geehrt. Am 10. September 2019 wurde sie im neu geschaffenen Wahlkreis „Roblin“ erneut zum Mitglied der Legislativversammlung gewählt, der sie bis zu ihrem Verzicht auf eine erneute Kandidatur bei der Wahl am 3. Oktober 2023 angehörte, bei der ihre Parteifreundin Kathleen Cook zur neuen Abgeordneten für den Wahlkreis „Roblin“ gewählt wurde.
Als Nachfolgerin von Daryl Reid übernahm Myrna Driedger am 16. Mai 2016 den Posten als Speaker of the Legislative Assembly und fungierte damit bis zu ihrer Ablösung durch Tom Lindsey am 9. November 2023 als Parlamentspräsidentin. 2023 erhielt sie den Commonwealth Parliamentarian Lifetime Achievement Award „für ihren unermüdlichen Einsatz, die Provinz zu einem besseren Ort zu machen“, und wurde 2024 mit dem Order of Manitoba (OM) ausgezeichnet.

## Hintergrundliteratur
- Gillian Holmes: „Who’s Who of Canadian Women, 1999–2000“, University of Toronto Press 1999, S. 282, ISBN 0-9209-6655-1